# Guanchezia maguirei
Guanchezia maguirei là một loài thực vật có hoa trong họ Lan. Loài này được (C.Schweinf.) G.A.Romero & G.Carnevali mô tả khoa học đầu tiên năm 2000.